# Weiler bei Monzingen
Weiler bei Monzingen là một đô thị thuộc huyện Bad Kreuznach trong bang Rheinland-Pfalz, phía tây nước Đức. Đô thị Weiler bei Monzingen có diện tích 5,87 km², dân số thời điểm ngày 31 tháng 12 năm 2006 là 472 người.